# Io non ci casco
Io non ci casco è un film del 2008 diretto da Pasquale Falcone.

## Trama
Cava de' Tirreni. Marco, 18 anni da compiere, è un liceale che vive appieno la gioventù con i molti amici e la fidanzata Angela. Il suo sogno è quello di organizzare una festa di fine anno con ospite il suo Dj preferito, Claudio Coccoluto. In seguito ad un incidente stradale, Marco finisce in coma irreversibile. La sua stanza d'ospedale diventa luogo di incontro tra amici e parenti, tutti speranzosi che Marco in qualche modo possa risvegliarsi da un momento all'altro.